# Lauren Tom
Lauren Tom (Chicago, Illinois (Estats Units, 4 d'agost de 1961) és una actriu estatunidenca.
És particularment coneguda per al paper de Julie a les temporades 1 i 2 de Friends, així com per al doblatge anglès del personatge de Amy Wong a la sèrie animada Futurama.

## Biografia
Ha interpretat un paper en la versió teatral d'A Chorus Line, a Chicago va ser la protagonista en 'Tis Pity She's a Whore.
Filla de Nancy i Chan-Tom Jr. (mort el 1980 a causa d'un infarto), té un germà gran, de nom Chan.
El 1999 es va casar amb l'actor Curt Kaplan (7 anys més jove), amb qui va tenir un fill, Oliver

## Filmografia
Cinema
- 1983: Doonesbury: A Broadway Musical: Ching 'Honey' Huan
- 1984: Nothing Lasts Forever: Eloy
- 1987: Magic Estics: Redhead
- 1987: Wall Street d'Oliver Stone: Lady Broker
- 1989: Rooftops de Robert Wise: Audry
- 1989: See No Evil, Hear No Evil d'Arthur Hiller: Mitzie
- 1990: Acer blau (Blue Steel) de Kathryn Bigelow: Periodista
- 1990: L'home del Cadillac (Cadillac Man) de Roger Donaldson: Helen - Dim Sum Girl
- 1992: Ella no diu mai que no de Bob Rafelson: Adele Bliss
- 1993: The Joy Luck Club de Wayne Wang: Lena St. Clar
- 1993: Mr. Jones: Amanda Chang
- 1994: Quan un home estima una dona (When a Man Loves a Woman) de Luis Mandoki: Amy
- 1994: Un noi anomenat North (North) de Rob Reiner: Sra. Ho
- 1998: Batman and Mr Freeze: SubZero (vídeo) de Boyd Kirkland: Mariko (veu)
- 1998: With Friends Like These de Philip Frank Messina: Yolanda Chin
- 1998: El pla de la Susan (Susan's Plan) de John Landis: Carol
- 1999: Hi2K de Dick Lowry: Ann Lee
- 1999: Catfish in Black Bean Sauce: May
- 2000: Batman Beyond: Return of the Joker (vídeo) de Curt Geda: Dana Tan (veu)
- 2001: Jack the Dog: Angel
- 2002: The Wild Thornberrys Movie de Cathy Malkasian i Jeff McGrath: veus addicionals
- 2003: Manhood: Bambi
- 2003: Kim Possible: The Secret Files (vídeo): Yoshiko (veu)
- 2003: Bad Santa: Lois
- 2004: Teacher's Pet de Timothy Björklund: Younghee (veu)
- 2004: Mulan II (vídeo) de Darrell Rooney i Lynne Southerland: Sue (veu)
- 2004: En bona companyia (In Good Company) de Paul Weitz: Obstetra
- 2006: God's Waiting List: Sylvia

Telefilms
- 1984: Mom's on Strike: Sarah
- 1990: Angel of Death de Bill L. Norton: Julie
- 1995: In the Line of Duty: Kidnapped: Lily Yee
- 1995: Escape to Witch Mountain: Claudia Ford
- 1996: Superman: The Last Son of Krypton: Angela Chen (veu)
- 1997: Tell Me No Secrets: Connie Ching
- 1997: Murder Live!: Marge Fong
- 1998: The Batman/Superman Movie: Angela Chen (veu)
- 1999: Batman Beyond: The Movie de Dan Riba i Butch Lukic: Dana Tan (veu)
- 2000: The Kids Next Door: Numbah Three (veu)
- 2002: The Chang Family Saves the World
- 2005: In from the Night: Dr Myra Chen
- 2005: Kim Possible: So the Drama: Yoshiko (veu)

Sèries de televisió
- 1995: Friends: Julie (final de temporada 1 i començament de temporada 2)
- 1999: The Kids from Room 402: Jordan (veu)
- 1999: Rocket Power: Trish / Sherry (veu)
- 2000: Teacher's Pet: Younghee / veus addicionals
- 2000: DAG: Ginger Chin
- 2001 - 2004: My Wife and Kids: "Miss Tigre i Drac" la cambrera al restaurant, Madame Ki i Annie Hoo
- 2001: Max Steel: Laura Chen
- 2001: Samurai Jack: veus addicionals
- 2001 - 2002: The Zeta Project: Agent Lee (2001-2002) (veu)
- 2002: Fillmore!: Karen Tehama (veu)
- 2003: Clifford's Puppy Days: Shun (veu)
- 2003: Monk (temporada 2, episodi 09): Mrs. Ling
- 2004: The Infinite Darcy: Darcy Chang (veu)
- 2005: American Dragon: Jake Long: mare de Jake / veus addicionals
- 2005: W.I.T.C.H.: Àvia Yan Lin (veu)
- 2006: Men in Trees: May Washington
- 2012 - 2014: Supernatural: Linda Tran (3 episodis)
- 2013: The Newsroom: Kathy Ling (temporada 2, episodis 08 i 09)
- 2015: Pretty Little Liars: Rebecca Marcus (temporada 5)
- 2015: La Lliga de les justiciers: Déus i Monstres: Lara